# Sant Cugat Sesgarrigues
Sant Cugat Sesgarrigues település Spanyolországban, Barcelona tartományban. Lakosainak száma 1031 fő (2024).

## Földrajza
Sant Cugat Sesgarrigues Avinyonet del Penedès, Olèrdola, Vilafranca del Penedès és La Granada községekkel határos.

## Népesség
A település lakosságának változását az alábbi diagram mutatja:
| Lakosok száma | 196  | 660  | 757  | 632  | 744  | 843  | 932  | 972  | 1007 | 1031 |
|               | 1717 | 1887 | 1936 | 1960 | 1986 | 2004 | 2009 | 2014 | 2019 | 2024 |